# Mikulov
Mikulov (niem. Nikolsburg, jid. ‏ניקאלשבורג‎) – miasto w kraju południowomorawskim w Czechach. Według danych z 1 stycznia 2018 liczba mieszkańców miasta wynosiła 7387. Miasto znajduje się kilka kilometrów od granicy z Dolną Austrią. W 1952 roku centrum miasta zostało uznane za obszar zabytkowy.

## Geografia
Mikulov jest zlokalizowany na obrzeżach górzystych terenów oraz w pobliżu kilku zbiorników wodnych. Miasto leży na wysokości od 200 do 250 m n.p.m. Tutaj zaczyna się obszar Chronionego Krajobrazu Palava.

## Historia
Mikulov znany był od XII w. jako osada targowa przy szlaku z Moraw do Wiednia, a w 1410 roku uzyskał prawa miejskie. Od XIII do XVI w. miasto stanowiło własność rodu Lichtensteinów, następnie (aż do 1945 r.) – Dietrichsteinów. W październiku 1638 roku na zamku miało miejsce spotkanie monarchów - króla Polski Władysława IV i cesarza Ferdynanda III. Król Polski został urażony nieodpowiednim jego godności powitaniem przez cesarza. "Sytuację pogorszyły jeszcze nieodpowiadające godności oraz stanowi zdrowia monarchy warunki zakwaterowania. Na brak kultury ze strony gospodarzy narzekali też polscy i litewscy senatorowie: w proteście przeciw lekceważeniu ze strony marszałka dworu, który nie zaprosił ich do stołu osobiście, odmówili udziału w uczcie. Austriacki dostojnik naprawił swój nietakt następnego dnia, jednak tym razem biesiadę pokrzyżował królewski atak kamicy".
W 1805 r. w mikulowskim zamku przebywał Napoleon Bonaparte, który wybrał rezydencję na miejsce rozmów pokojowych po bitwie pod Austerlitz między Francją i Austrią (sam traktat pokojowy podpisano w Preszburgu). 61 lat później, w 1866 roku, w zamku podpisany został rozejm między Prusami i Austrią po bitwie pod Sadową.
W 1938 roku w mieście żyło 8000 mieszkańców (głównie niemieckojęzycznych), natomiast populacja w 1948 roku wynosiła już tylko 5200. Niemcy zostali wypędzeni z miasta w latach 1945-46. Przed wojną Mikulov zamieszkiwało 472 Żydów (głównie niemieckojęzycznych), z których tylko 110 zdołało wyemigrować w odpowiednim czasie. 327 mikulowskich Żydów nie przeżyło holokaustu.

### Żydowski Mikulov

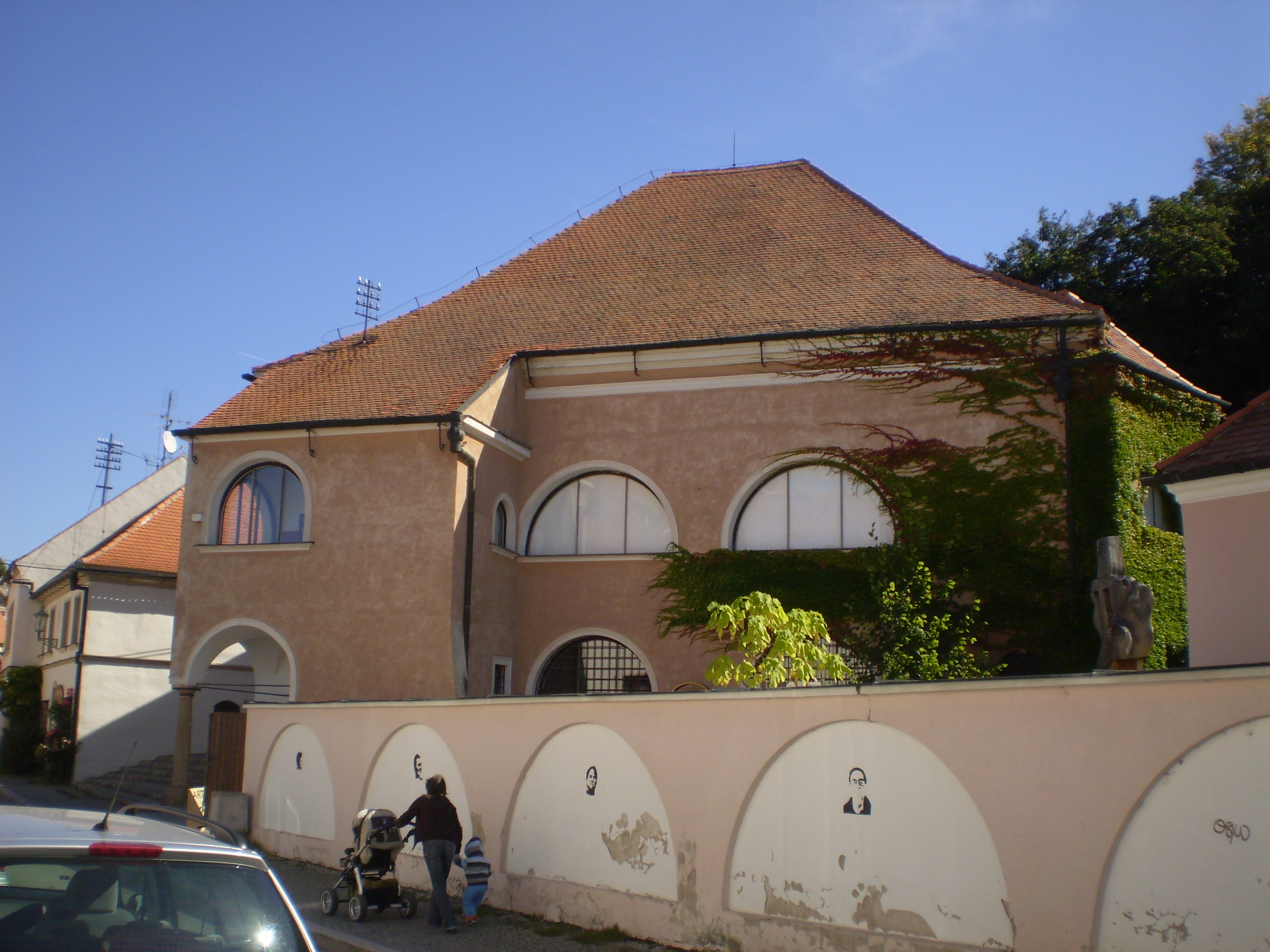
Górna Synagoga

Początki osadnictwa żydowskiego w Mikulovie są datowane na 1421 rok, kiedy Żydzi zostali wypędzeni z Wiednia oraz z sąsiedniej prowincji w Dolnej Austrii przez austriackiego księcia – Albrechta II Habsburga. Zbiedzy osiedlili się w mieście, które było blisko austriackiej granicy, pod protekcją księcia Liechtensteinu. Kolejne osiedlenia w Mikulovie zostały spowodowane przez Władysława Pogrobowca w 1454 roku, kiedy Żydzi zostali wypędzeni z morawskiej gminy. Gmina po raz pierwszy zyskała na znaczeniu w 1575 roku, gdy cesarz podarował Mikulov Adamowi von Dietrichstein, którego syn, Franz von Dietrichstein, był protektorem Żydów. Podatki zbierane od tamtejszych Żydów były niezbędne do prowadzenia wojny trzydziestoletniej.
Gmina zyskiwała na znaczeniu i w pierwszej połowie XVI wieku Mikulov stał się siedzibą morawskich rabinów. To zapoczątkowało rozwój kulturalnego centrum morawskich Żydów. Sławny rabin Jehuda Löw ben Becalel (1525 – 1609), któremu przypisuje się stworzenie praskiego golema, pełnił tutaj swoje obowiązki przez dwadzieścia lat, jako drugi rabin regionu w latach 1553-1573.
W pierwszej połowie XVII wieku gmina Mikulova wynosiło 600 rodzin, stając się największą żydowską osadą na Morawach. Spis ludności z 1754 roku zarządzony przez Marię Teresę potwierdził, że w Mikulovie żyje 620 rodzin żydowskich, czyli około 3000 Żydów, którzy stanowili połowę wszystkich mieszkańców. Przy tak dużej liczebności, tylko część Żydów mogła pracować w rzemieślnictwie, natomiast pozostali zostali handlowcami. Gmina ucierpiała podczas wojen śląskich (1740–1742, 1744–1745 i 1756–1763, kiedy to musieli dostarczać monarchii podatki nadzwyczajne egzekwowane przez rząd Marii Teresy.
Dość znaczna liczba mikulowskich Żydów zaczęła pracować w Wiedniu, gdzie mieli pozwolenie na przebywanie przez określony czas na podstawie specjalnych paszportów. Swoboda przebywania, którą przyznano Żydom w Austrii w 1848 roku, obniżyła liczbę mieszkańców żydowskich w Mikulovie do jednej trzeciej. W 1904 roku w mieście żyło 749 Żydów, podczas gdy populacja miasta wynosiła 8192 mieszkańców. W 1938 liczba mieszkańców wynosiła około 8000, z czego Żydów było 472. Żydowska gmina w Mikulovie przestała istnieć po II wojnie światowej.

## Demografia
| Rok             | 1970 | 1980 | 1991 | 2001 | 2003 | 2007 | 2018 |
| --------------- | ---- | ---- | ---- | ---- | ---- | ---- | ---- |
| Liczba ludności | 6254 | 7614 | 7477 | 7680 | 7608 | 7478 | 7387 |

Źródło: Czeski Urząd Statystyczny

## Zabytki

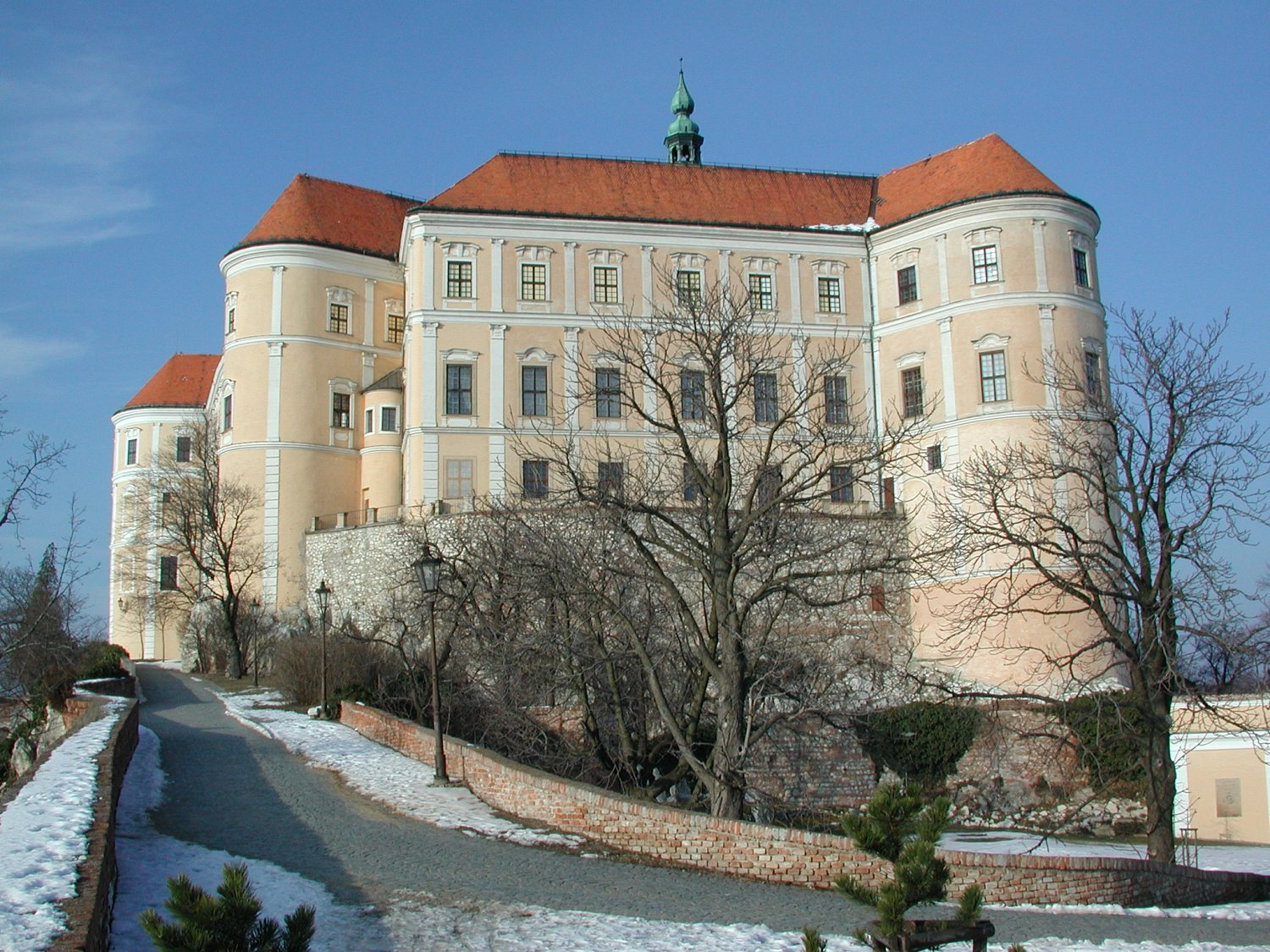
Zamek w Mikulovie

W mieście zachowane są cenne zabytki.
- Zamek w Mikulovie był pierwotnie romańską warownią z XI-XII w., a w obecnej postaci został wzniesiony po pożarze w 1719 r., barokowy, następnie odnowiony po poważnych zniszczeniach z 1945 r. Obecnie zamek jest siedzibą muzeum regionalnego.
- Częściowo zniszczony po pożarze w 1784 r. kościół św. Anny (projekt najwybitniejszego architekta austriackiego baroku – J. B. Fischera von Erlach) przebudowany w XIX wieku na miejsce pochówku członków książęcego rodu Dietrichsteinów (zachowanych 45 trumien).
- Kościół św. Wacława, pochodzący z XVI-XVII w.
- W barokowym kościele św. Jana Chrzciciela (XVII-XVIII w.) oglądać można obrazy wybitnego malarza wiedeńskiego – Franza Antona Maulbertscha.
- Na rynku zwraca uwagę piękna kamienica Pod Rycerzami zdobiona renesansowymi dekoracjami sgraffitowymi
- Barokowa Kolumna Świętej Trójcy z 1724 r. (projekt I. Langerlachlera) na rynku.
- Ruiny wieży Kozí hrádek z XV wieku
- Na Świętym Pagórku (Svatý kopeček) na południe od centrum miasta znajduje się zespół czterech XVII-XVIII-wiecznych kaplic.
- Górna Synagoga i największy cmentarz żydowski na Morawach.

Mikulov jest ośrodkiem turystycznym przy granicy z Austrią oraz ważnym centrum winiarstwa (lokalne wino Svatý Urban). W pobliżu miasta znajdują się wpisane na listę UNESCO obiekty dawnych dóbr książąt Liechtensteinów obejmujące m.in. zamki w Lednicach i Valticach.

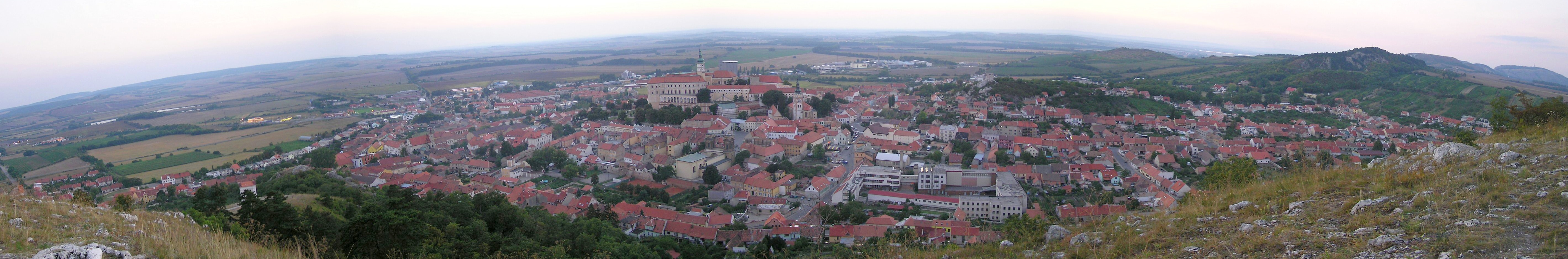
Panorama Mikulova

## Miasta partnerskie
- Bardiów
- Galanta
- Qatzrin
- Šumperk
- Tuchów